# 哈德遜河貝爾206直升機墜毀事故
美東夏令時間2025年4月10日，一架由「紐約直升機」營運、負責觀光飛行的貝爾206 LongRanger IV直升機在美國新澤西州澤西市對開的哈德遜河墜毀。該處與紐約市隔河相望。機上6人，包括一個西班牙家庭及機師，全數罹難。當日這已是直升機的第八趟航程。

## 背景

### 涉事飛機
出事直升機型號為貝爾206 LongRanger IV (L-4)，由本地觀光公司「紐約直升機包機公司」向路易斯安那州的Meridian Helicopters承租。根據美國聯邦航空管理局紀錄，該機於2004年製造，2016年獲發適航證，有效期至2029年。飛機上一次大型檢查為3月1日。

### 乘客與機師
機上共有6人。執法人員向ABC新聞證實，乘客為來自西班牙巴塞隆拿的一家五口，包括西門子西班牙分公司總裁阿古斯丁·埃斯科瓦爾、其妻梅爾塞·坎普魯比·蒙塔爾，及三名子女，分別為4歲、8歲與10歲。機師為36歲、曾任海軍的退役軍人肖恩·約翰遜。

### 天氣情況
事發時，當地風速約每小時9至12 mph（14至19 km/h），風向為南至東南，間中出現時速達21 mph（34 km/h）的陣風。地面能見度良好，約為10 mi（16 km）。不過，一股低氣壓正逐步進入該區，午後起帶來多雲與間歇性小雨。

### 營運公司情況
涉事的「紐約直升機」是一間觀光飛行公司，亦曾以「紐約直升機包機公司」和「紐約直升機旅遊有限公司」名義營運，由邁克爾·羅斯於1990年代創立。該公司過去曾發生過兩宗墜機事故。過去八年間，公司歷經破產程序，亦捲入多宗與債務有關的訴訟。2025年1月，公司因拖欠直升機租金被追討逾140萬美元；翌月，另一間貸款機構亦入稟，指公司阻撓償還新近發放的貸款，拖欠金額超過8.3萬美元。「紐約直升機」至今未就上述訴訟作出任何回應。

## 事故

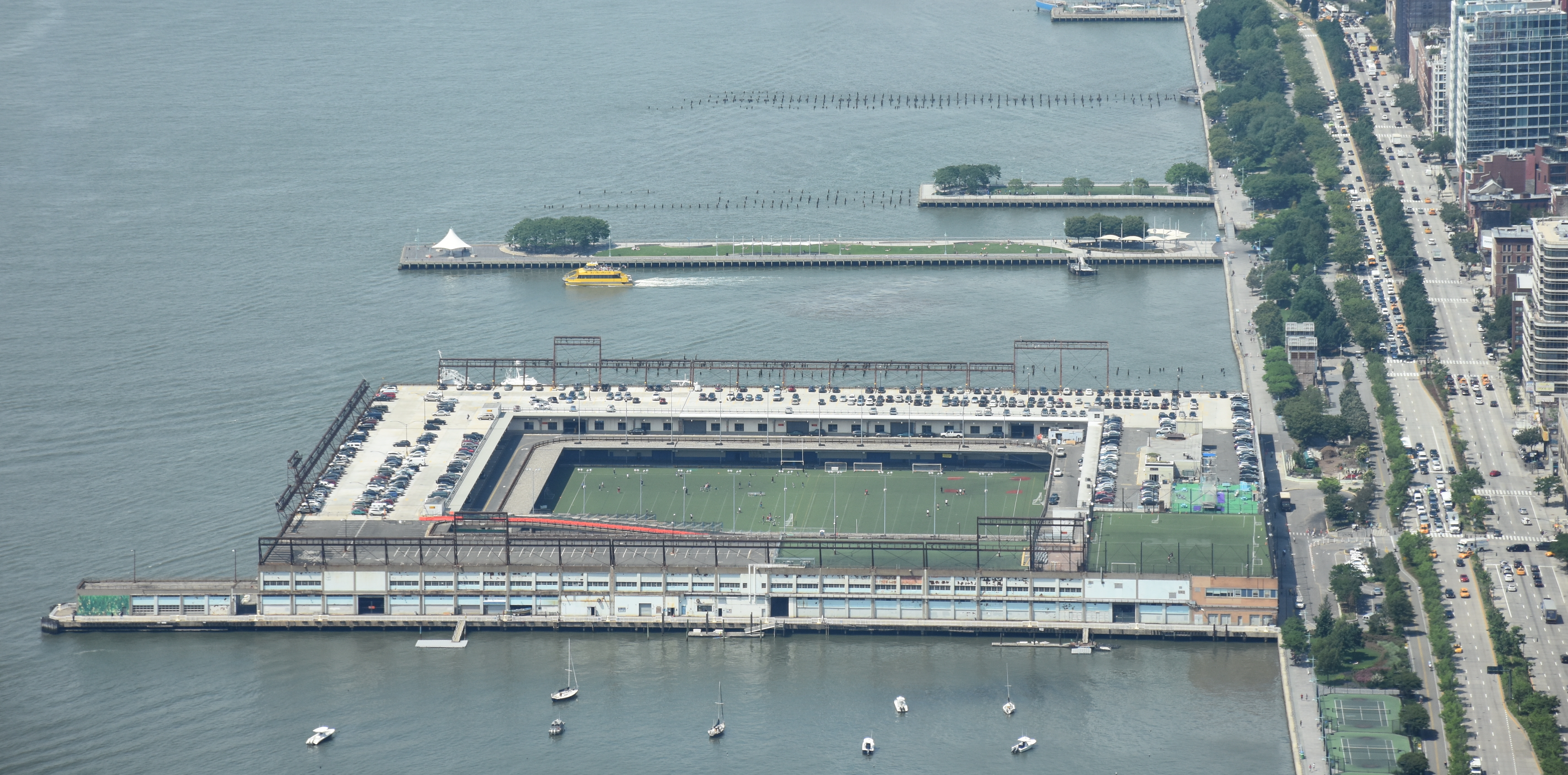
位於紐約市的40號碼頭，靠近直升機墜毀位置。

當地時間下午2時59分，涉事直升機從曼哈頓下城直升機場出發，展開當日第八次飛行，並沿著曼哈頓南端飛行，繞過自由女神像後，往曼哈頓西側飛去。下午3時08分，直升機在喬治·華盛頓大橋附近掉頭，沿著新澤西州海岸向南飛行。
在墜機前，機師曾透過無線電表示，他正返回直升機場加油。大約在起飛18分鐘後，下午3時17分，直升機在飛行途中解體，主旋翼斷裂，導致機身以約45度角墜落，機頭朝下撞入哈德遜河，墜落地點為新澤西州澤西市紐波特區，正對紐約市40號碼頭。機身落在約5-英尺（1.5-）深的水中，其餘部分則散落於水深達75-英尺（23-）的河中。事發時水溫為50 °F（10 °C）。

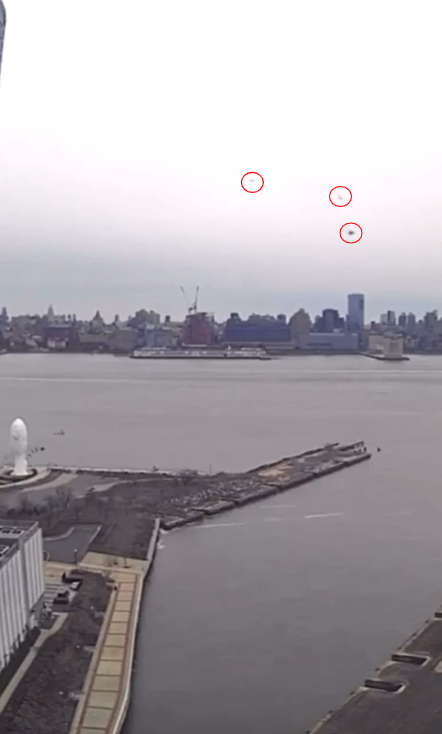
閉路電視畫面顯示，直升機解體成三段。

目擊者表示，他們先聽到巨大聲響，接著目睹直升機在半空中碎裂，殘骸墜入河中。救援人員趕抵現場時，直升機已沉沒。當場證實有四人死亡，另外兩人在送抵澤西市醫療中心後傷重不治。墜機死者遺體已全部尋回
。

## 調查

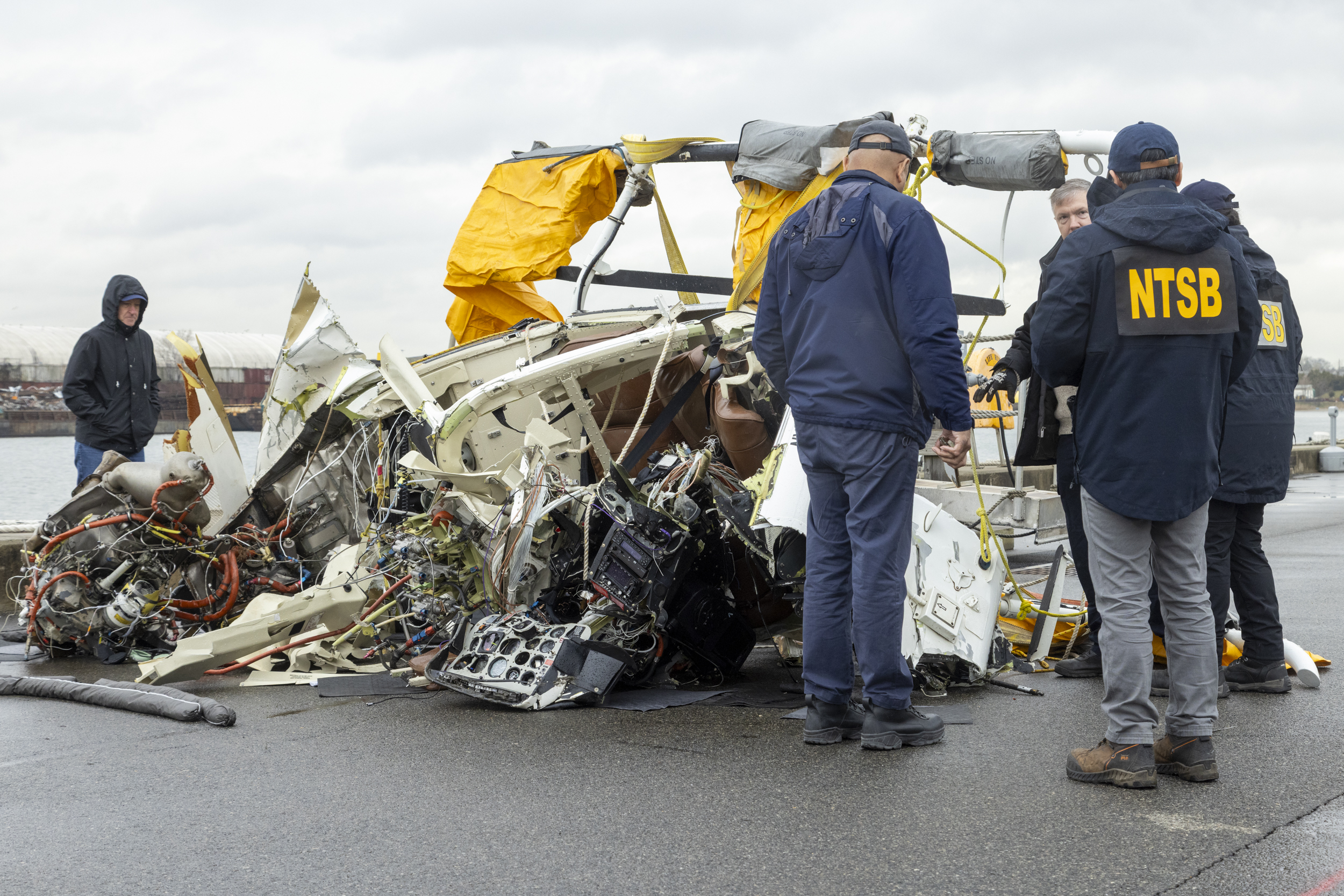
一支國家運輸安全委員會調查小組前往墜機現場勘查直升機殘骸

美國聯邦航空總署證實，該機構正與國家運輸安全委員會、貝爾直升機德事隆與勞斯萊斯控股有限公司合作調查本次墜機事件。國家運輸安全委員會主席與調查人員已於事發當晚抵達現場，並於翌日舉行首次記者會。
4月11日，救援人員回收大部分殘骸，包括機身主體（駕駛艙與客艙）、尾樑前段、水平安定翼小翼與垂直尾翼。潛水隊隨後於週日繼續搜尋，試圖打撈主旋翼、主變速箱、尾旋翼及尾樑其餘部分。當局正利用側掃聲納技術協助尋找殘骸位置。部分組件將送往國家運輸安全委員會位於華盛頓的實驗室作進一步分析。
該架直升機未配備飛行紀錄儀，亦無發現任何機上錄影設備。直升機航電系統並未記錄可供調查使用的數據。
國家運輸安全委員會人員亦與直升機營運商「紐約直升機公司」會面，查閱其營運記錄、安全管理制度、飛行政策與飛行員資歷，並檢查了兩架同型機進行對照。

## 後續

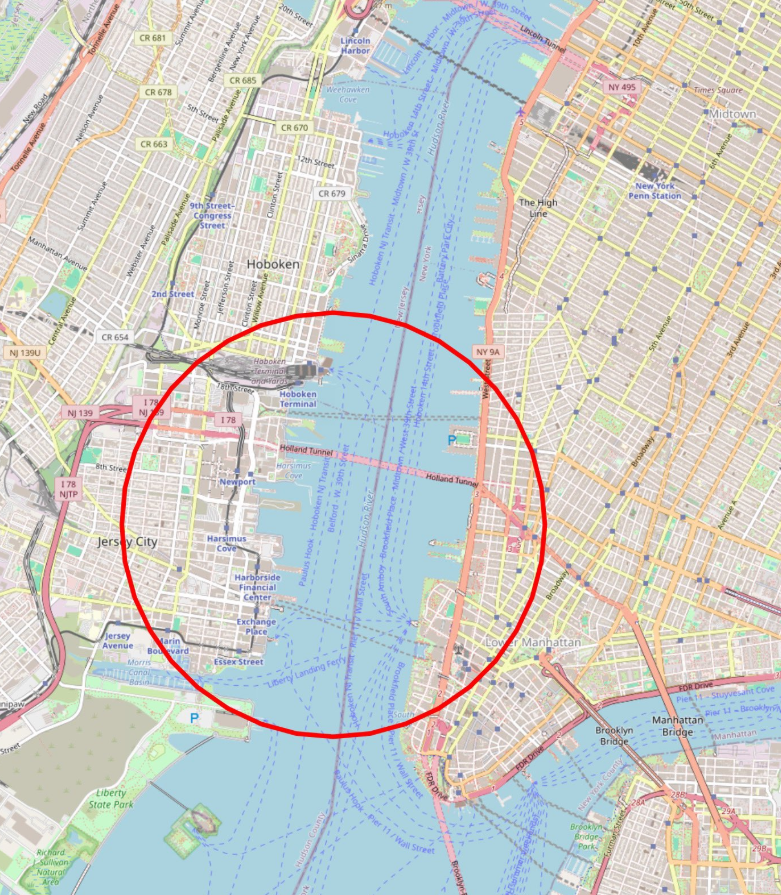
事故地區一度劃設為無人機禁飛區

當局一度將墜機地點周邊劃設為無人機禁飛區，僅有獲特別授權者得以操作無人機。
「紐約直升機」觀光公司於事故發生後全面停業。美國參議員查克·舒默呼籲美國聯邦航空總署撤銷其營運執照，美國聯邦航空總署亦表示將全面檢視該公司的安全紀錄與營運許可。

## 反應

### 國內
美國總統當勞·特朗普在真實社交發文對遇難者家屬表達哀悼，形容事故為「可怕的災難」，並表示美國運輸部長肖恩·達菲與團隊已展開調查，政府將「很快公布事故發生的真相與經過」 。
紐約市長艾瑞克·亞當斯則表示：「我們的心與罹難者家屬同在」 。
「紐約直升機」執行長邁克爾·羅斯則稱公司對事件感到「極度悲痛」，並強調公司設有維修主管，負責直升機保養與安全。

### 國際
西班牙首相佩德羅·桑切斯在Twitter／X發文，形容事件是「一場難以想像的悲劇」。

## 外部鏈接
- 航空安全网上的事故资料